# Liste der Monuments historiques in Bossancourt
Die Liste der Monuments historiques in Bossancourt führt die Monuments historiques in der französischen Gemeinde Bossancourt auf.

## Liste der Immobilien
| Bezeichnung            | Beschreibung                                                                          | Standort                  | Kennzeichnung | Schutzstatus | Datum | Bild |
| ---------------------- | ------------------------------------------------------------------------------------- | ------------------------- | ------------- | ------------ | ----- | ---- |
| Château de Bossancourt | Schloss, vor 1767 erbaut; mit Kelterhaus, Taubenturm, Mühle, Waschhaus und Stallungen | 6 rue de la Mairie (Lage) | PA00078053    | Inscrit      | 1982  |      |

## Liste der Objekte
| Bezeichnung               | Beschreibung                               | Standort                                     | Kennzeichnung | Schutzstatus | Datum | Bild |
| ------------------------- | ------------------------------------------ | -------------------------------------------- | ------------- | ------------ | ----- | ---- |
| Skulptur Madonna mit Kind | Kalkstein, farbig gefasst, 14. Jahrhundert | in der Kirche Assomption-de-la-Vierge (Lage) | PM10000289    | Classé       | 1913  |      |